# Ачёрч, Джеймс
Джеймс Дадли «Джим» Ачёрч (англ. James Dudley "Jim" Achurch) — австралийский легкоатлет, метатель копья, участник летних Олимпийских игр 1956 года, чемпион Игр Британской империи и Содружества наций 1954 года, двукратный чемпион Австралии.

## Биография
Джеймс Ачёрч родился в 1928 году. Отец Джеймса был профессиональным игроком в крикет и футбол. Джеймс Ачёрч вырос на ферме в Янге в штате Новый Южный Уэльс. Там он кидал камни в кроликов, что в дальнейшем помогло ему в метании копья. 
В 1954 году Ачёрч стал чемпионом Игр Британской империи и Содружества наций в Ванкувере в метании копья, метнув снаряд на 68,52 метра. 
В 1956 году Ачёрч выступил на домашних Олимпийских играх в Мельбурне. В квалификационном раунде австралийский копьеметатель совершил две результативные попытки. В первой копьё улетело на 57,09 метра, а во второй всего лишь на 43,43. Третья попытка Ачёрча не была засчитана, в результате чего он с результатом 57,09 занял последнее 21-е место и выбыл из борьбы за медали. На чемпионатах Австралии Ачёрч семь раз попадал в число призёров, причём дважды становился чемпионом.
Помимо метания копья Джеймс Ачёрч увлекался теннисом. Когда Ачёрч был маленьким отец обменял овцеводческую ферму на теннисный центр на Парраматта-роуд, где Джеймс стал тренироваться и играть. Ачёрч неоднократно представлял Австралию в соревнованиях по теннису среди мастеров, причём продолжал выступать даже когда у него был обнаружен рак кишечника. Также работал в различных сферах, в том числе занимался выращиванием маракуйи и ананасов на ферме в Намборе, работал вагоностроителем, маляром, надзирателем, а также занимался техническим обслуживанием больницы в Намборе, а в старости работал там сторожем. В 1991 году был введён в зал славы Саншайн-Коста. Джеймс Ачёрч умер в 2015 году. Похоронен в Намборе.

## Личная жизнь
В 1961 году Джеймс Ачёрч женился. Есть дочь.